# Commodore 1540
Il Commodore 1540 (detto anche come VIC-1540) è una unità a dischi floppy prodotta dalla Commodore Business Machines Inc. nel 1982.
Venne concepita per il Commodore VIC-20, ma ebbe scarsa diffusione, per via del poco software pubblicato, e soprattutto per via della diffusione del Commodore 64 e del Commodore 1541, ma poteva funzionare con il C64.

## Storia
A causa del basso prezzo del VIC-20 e del 1540, questa era la prima combinazione computer-drive ad essere venduta nel mercato americano ad un prezzo inferiore ai 1000 dollari. Tuttavia pochissimo software venne su floppy disk per VIC-20, per via della scarsa memoria del computer di soli 3,5 kB disponibili in BASIC, e quindi la maggior parte del software commerciale venne distribuito su cassetta e soprattutto su cartucce, che oltre ad essere istantanee nel caricamento espandevano la memoria del computer permettendo la scrittura di programmi più complessi. La differenza quindi tra i tempi di caricamento o salvataggio su disco, rispetto alla comune cassetta, di programmi scritti dagli utenti in BASIC, non era poi così grande da giustificarne l'acquisto essendo la periferica molto costosa, anche per via del fatto che essa conteneva al suo interno quasi gli stessi componenti di un VIC 20, e questo non ne aiutò certo la diffusione.

## Caratteristiche tecniche
Disponevano di un proprio processore MOS Technology 6502  e della presenza del Commodore DOS nella ROM. Utilizzava dischi floppy da 5¼" a singola faccia, la quale può occupare al massimo 170KB di dati, utilizzando la tecnologia GCR della Commodore
A causa di un conflitto del timing con il chip video del Commodore 64, il drive è utilizzabile con quest'ultimo sebbene non pienamente compatibile. È inoltre possibile utilizzare col VIC-2O un Commodore 1541 alla velocità di un 1540 su un VIC-20 dando il comando OPEN 15,8,15, "UI-" : CLOSE 15.